# ヒカゲミツバ
ヒカゲミツバ（日陰三葉、学名: Spuriopimpinella koreana）は、セリ科カノツメソウ属の多年草。別名、チョウセンヒカゲミツバ、チョウセンヒカゲゼリ。

## 特徴
茎は中空で、直立し、高さは30-80cmになり、上部で枝を分け、多少ジグザグに曲がり、緑色で毛は無い。根出葉には長い葉柄がある。茎葉にも葉柄があり、すべての茎葉が2回3出複葉になる。小葉は長楕円形から広卵形で、長さ1.5-4cmになり、先端は鋭突頭、基部はくさび形、縁に粗い鋸歯があり、鋸歯の縁に伏短毛が生え、小葉の第1回裂片の基部には小葉柄がある。葉の両面にも伏短毛が生える。葉柄の下部は葉鞘となる。
花期は8-10月。茎先および枝先に複散形花序をつけ、白色の花をつける。萼歯片は三角形。花弁は5個で内側に曲がる。複散形花序の下の総苞片は無いか3個あり、線形で、花柄は約10個ある。小花序の下の小総苞片は3-6個あり、線形で、小花柄は10-15個ある。雄蕊は5個あり、花の外に飛び出る。子房は下位で、花柱は2個で長さ約1mm。果実は長さ3-4mmの扁球形で、緑色または暗紫色になり、つやがある。分果の横断面は円形になり、隆条は低くて目立たない。油管は多く、分果の全周に配列する。

## 分布と生育環境
日本では、本州の関東地方以西、四国、九州に分布し、ブナ帯の深山の木陰に生育する。福島県会津地方では、関東地方の栃木県にまたがる山域で生育が確認されており、分布の北限とされている。世界では、朝鮮半島、中国大陸（東部）に分布する。

## 名前の由来
和名ヒカゲミツバは、「日陰三葉」の意で、木の下の日陰に生え、葉がミツバに似ていることによる。
属名 Spuriopimpinella は、spurius + pimpinella（異常の、適法でない＋ミツバグサ属）のことで、「ミツバグサ属に似るが異なる」の意味。北川政夫 (1941) がミツバグサ属から独立した新属、カノツメソウ属の属名。種小名（種形容語）koreana は、「朝鮮の」の意味。タイプ標本は1902年に朝鮮半島の金剛山で採集されたものである。

## 分類
このセリ科植物は、同科ミツバグサ属の植物として、Pimpinella nikoensis Y.Yabe ex Makino et Nemoto (1903), P. nikoensis Y.Yabe var. koreana Y.Yabe (1903), P. koreana Nakai (1909)と記載されてきた。北川政夫 (1941)は、「（ひかげみつば等の）6種ハ獨立シタ1群ヲナスモノト考へル。此群ハ獨立属ノ價値ガ充分ニアルト思フノデ茲〔ここ〕ニ新属かのつめさう属ヲ設ケテ整理シタイト思フ」として、新属カノツメソウ属 Spuriopimpinella Kitagawa を設立し、それによりこの植物を新属に組み替え、Spuriopimpinella koreana (Y.Yabe) Kitag. (1941)とした。

## ギャラリー

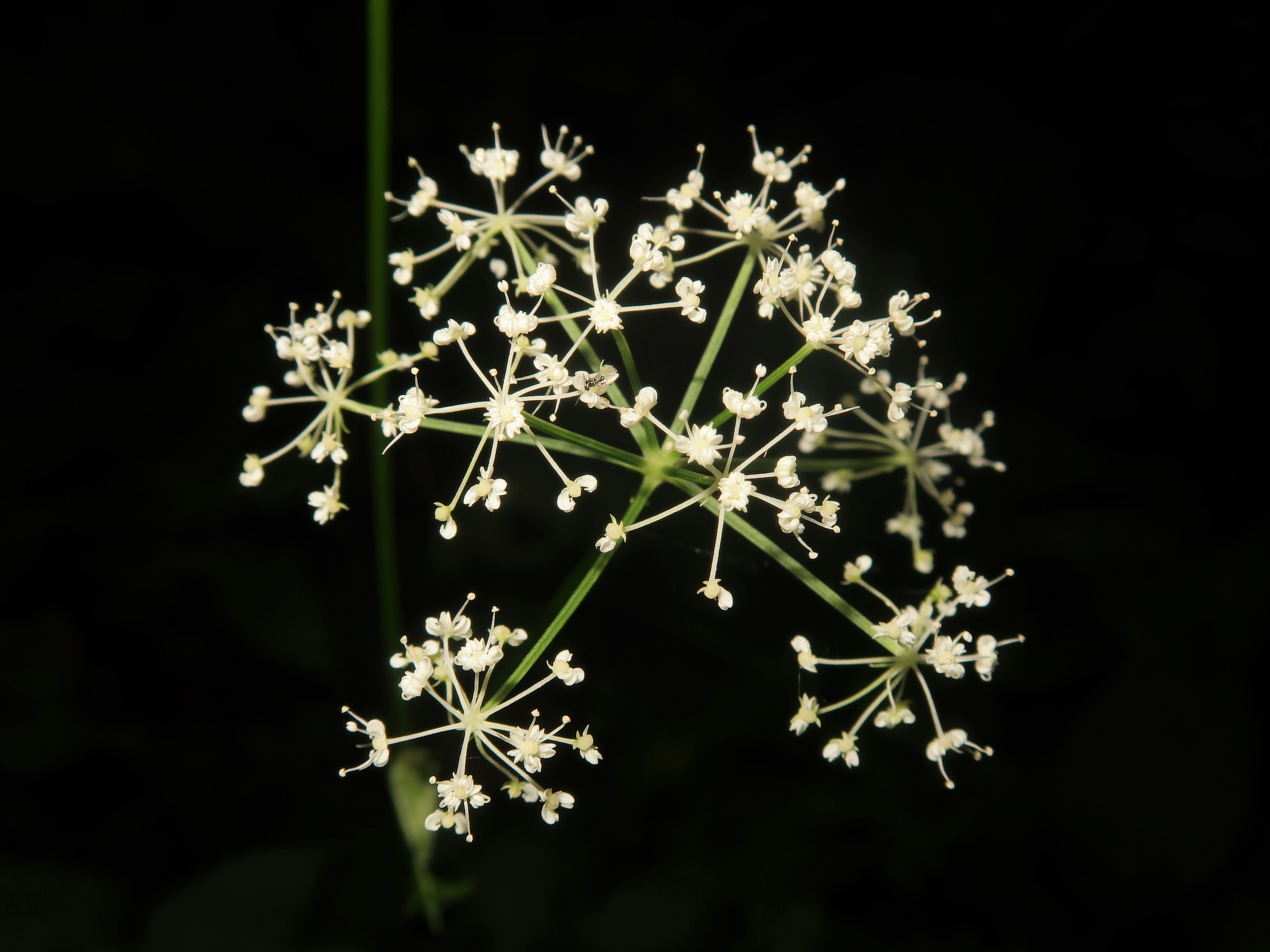
花は白色の小型の5弁花となり、花弁は内側に曲がる。雄蕊は花の外側に飛び出る。
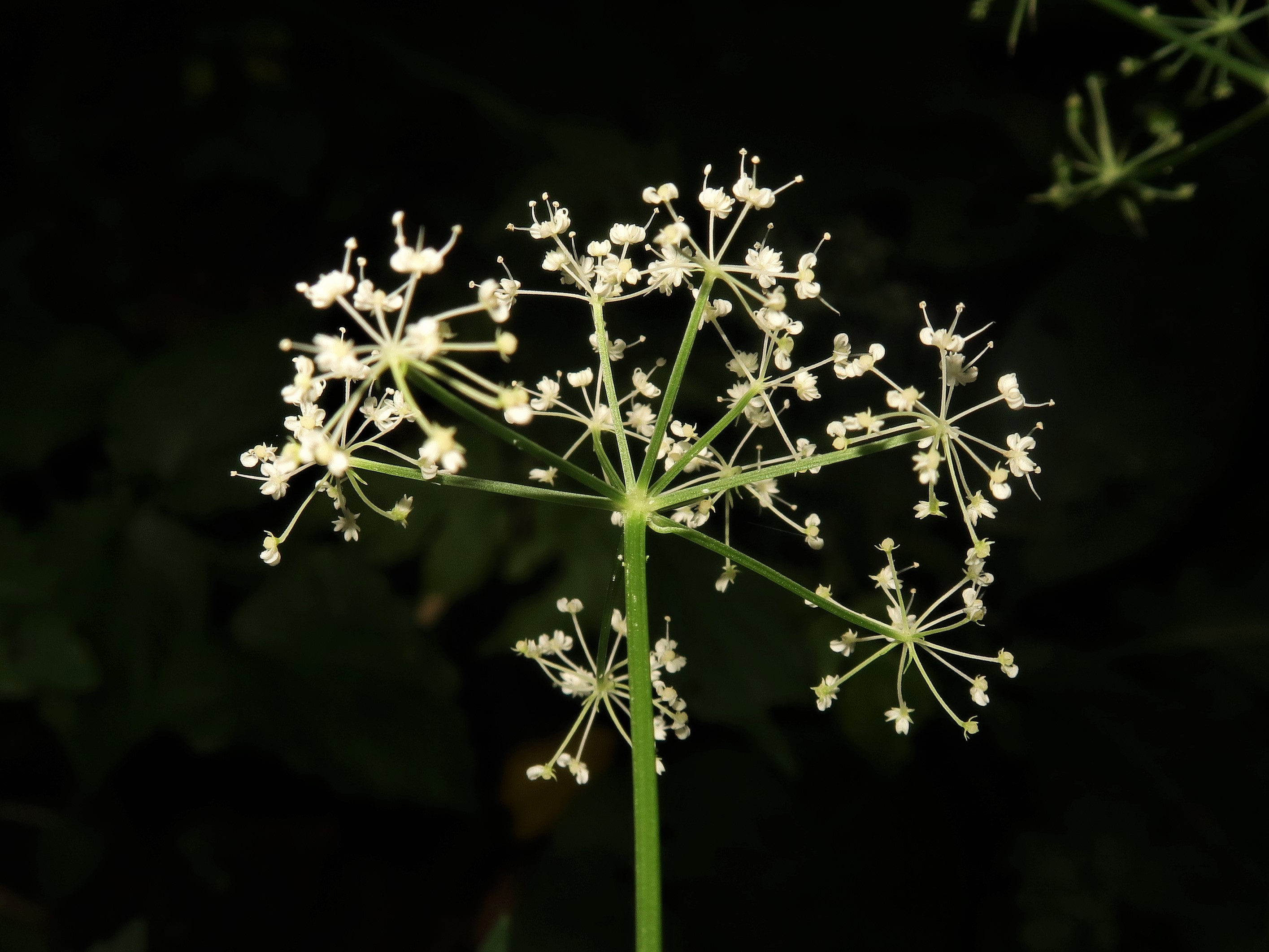
複散形花序の下の総苞片は0-3個、線形。小花序の下の小総苞片は3-6個あり、線形。
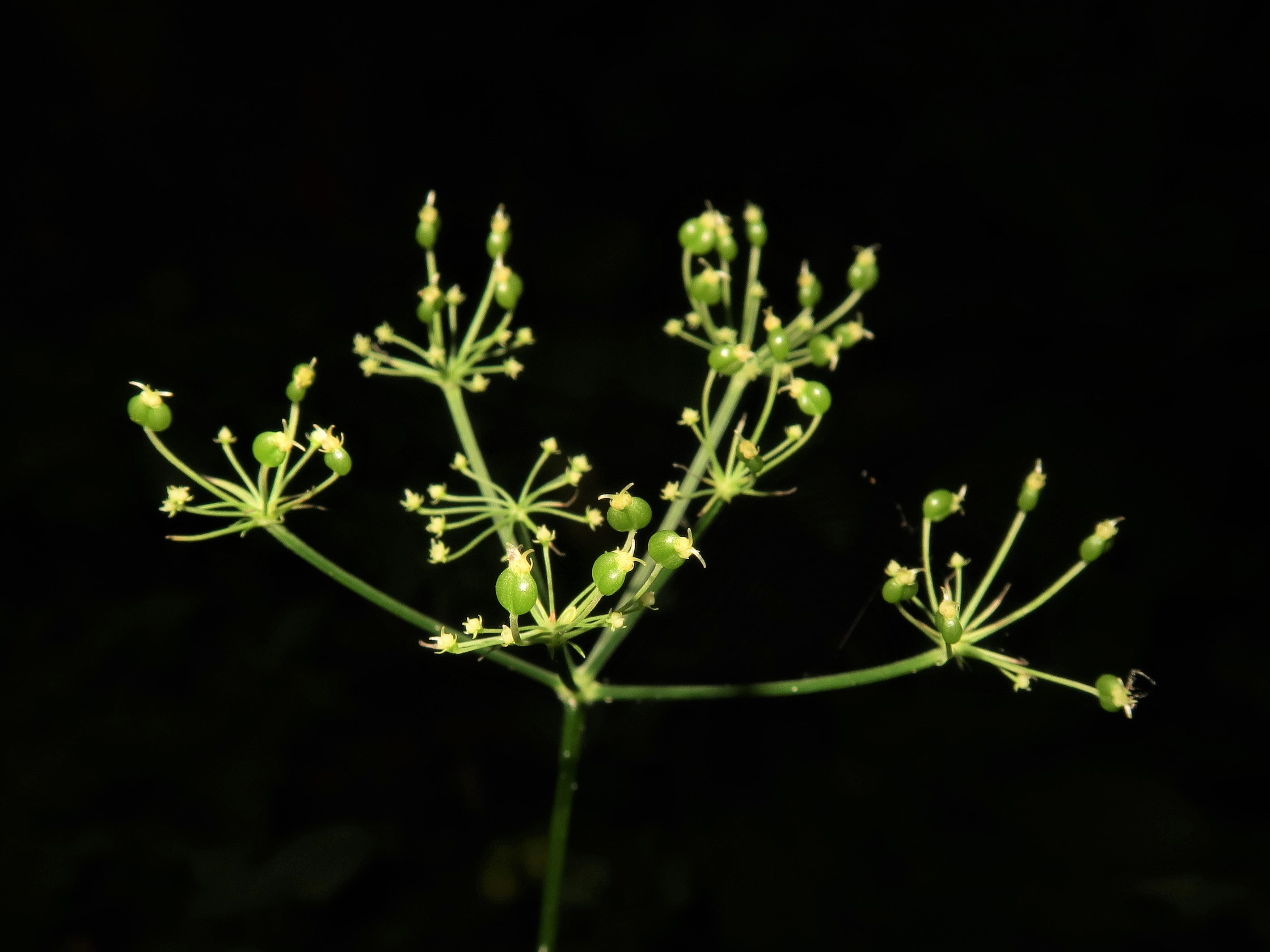
果実は緑色で無毛、つやがある。
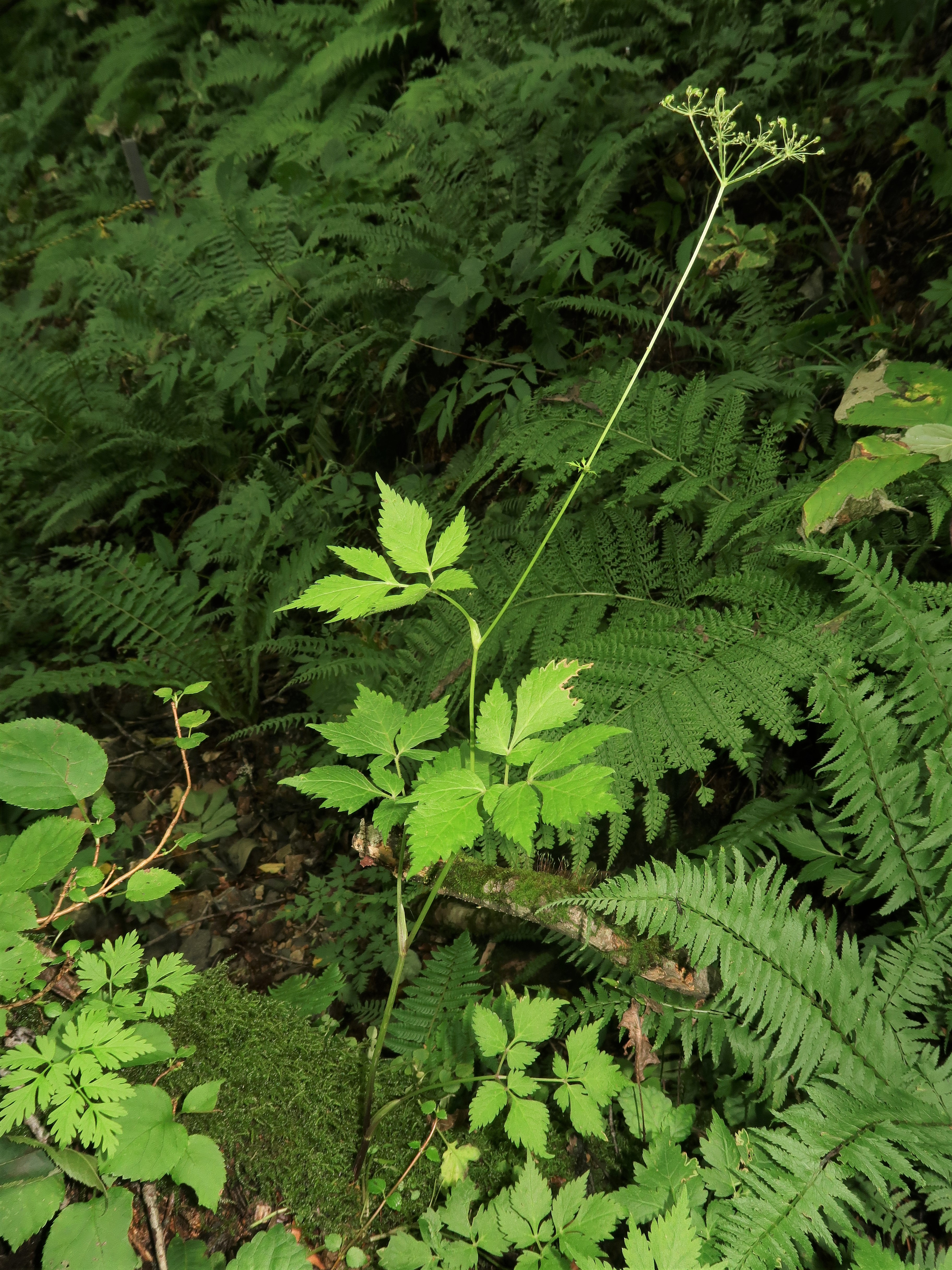
根出葉および茎葉の下部も上部も2回3出複葉となる。
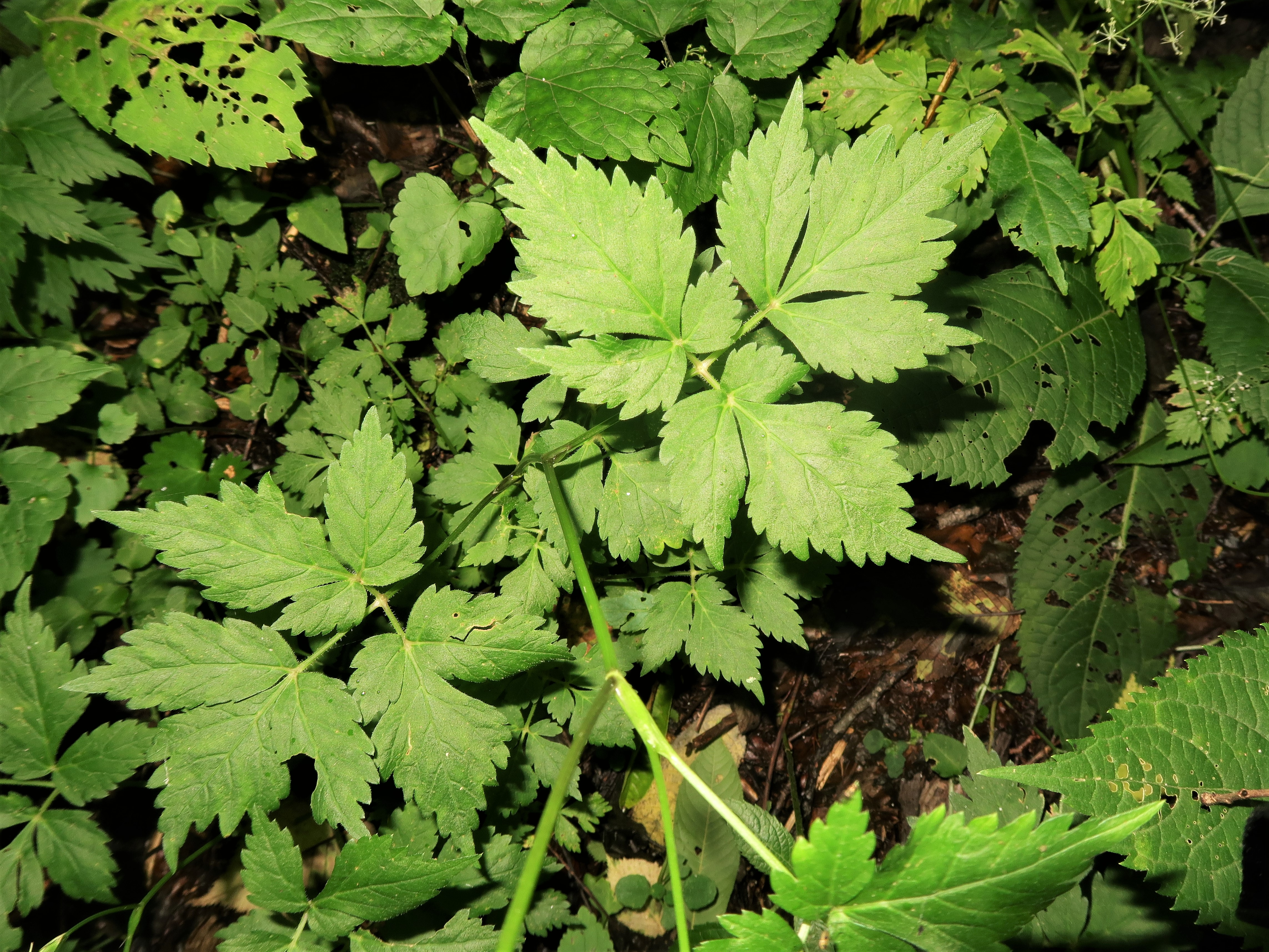
葉の表面。
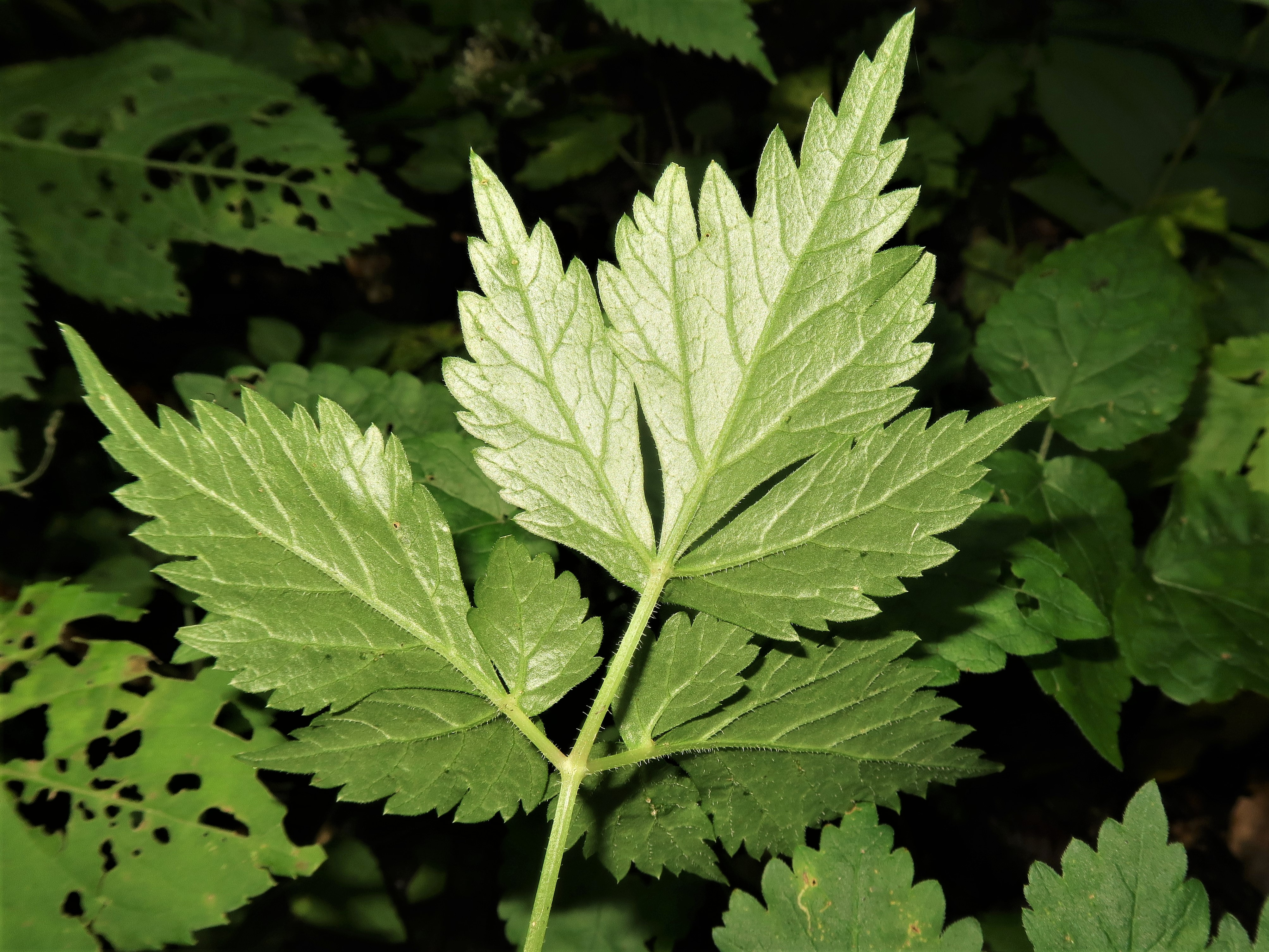
葉の裏面。

## 下位分類
- ハゴロモヒカゲミツバ Spuriopimpinella koreana (Nakai) Kitag. f. dissecta (Nakai ex Hisauti) Yonek.[11] - 小葉が羽状に深裂するものを品種とする。タイプ標本は徳島県の剣山産のもの。品種名 dissecta は、「多裂した」「全裂した」の意味[12]。